# 泉見洋平
泉見 洋平（いずみ ようへい、1972年3月15日 - ）は、日本の俳優・歌手である。
徳島県徳島市出身。身長172cm、体重59kg、血液型O型、足のサイズ25cm。

## 来歴
- 中学生時代に地元・徳島のラジオ番組『あんたがたいしょう』（四国放送）のリスナーであり、そのつながりでこの番組に準レギュラーで出演していたこともあった。
- 1986年1月、日本テレビ系列で放送されていた「アイドル花組おとこ組」で1万5千人の中から選ばれ、桜隊としてレギュラー出演。芸能界デビュー。当時は現芸名ではなく本名で活動していた。
- 1987年、ニューヨークに留学。ヴォーカルレッスンを受ける。
- 1990年、俳優デビューとなった映画「ストロベリータイムス4 〜如月三姉妹の逆襲〜」(バンダイビジュアル)の出演を機に現在の芸名に改名。以降映画、テレビドラマ、バラエティ出演を中心に活動。
- 1991年、初のテレビドラマ「強引にUP！」(関西テレビ)出演。他にドラマ「母性愛」(関西テレビ)、映画「新・うれしはずかし物語2」(日活)など。
- 1992年、テレビドラマ「城(世にも奇妙な物語)」(フジテレビ)など。
- 1997年、アニメ「グラビテーション2」の主題歌・挿入歌「NO STYLE」(日本コロムビア)を歌いCDデビュー。
- 1999年、ミュージカル「RENT（レント）」出演。
- 2000年、シングル「ONE MORE CHANCE」でソロプロジェクト発足。以降CDリリースや毎年恒例となった単独ライブやディナーショーを開催。ソロシンガーとして活動開始。
- 2002年、シングル「EVEN」「ジェラシー」発売。ライブツアー「VOICE」開催。「GODSPELL」、「SNOOPY!!! The Musical」チャーリーブラウン役等のミュージカルに出演する。
- 2003年、シングル「あした」発売。東宝ミュージカル「レ・ミゼラブル」のオーディションに合格。マリウス役を2003年〜2009年まで演じ、日本の数々のミュージカルシーンでメインキャストとして活躍するようになる。
- 2004年に伊藤賢一、水江慎一郎、水江英樹とユニット「ENDORPHIN-MACHINE」を結成し、メンバーとして参加。ヴォーカル担当として活動（同年脱退）。ソロシングル「愛が止まらないように」発売。同年ミュージカル「ミス・サイゴン」にトゥイ役で出演。同作品は2005年に第30回菊田一夫演劇賞大賞を受賞した。この年は他に「レ・ミゼラブルinコンサート」「SHIROH」「ジャック・ブレルは今日もパリに生きて歌っている」等の作品に出演している。
- 2005年、シングル「IKIZAMA」発売。ミュージカル「レ・ミゼラブル」マリウス役、「赤毛のアン」ギルバート役で出演。
- 2006年、初のフルアルバム「Beginning」をリリース。同タイトルのコンサートツアー開催。同タイトルライブDVD発売。ミュージカル「ダンス・オブ・ヴァンパイア」日本公演初演にて主人公アルフレート役を演じる。ミュージカル「レ・ミゼラブル」にマリウス役で出演。コンサート＆ディナーショーツアー「Love Songs」開催。同タイトルライブDVD発売。「日中文化交流歌謡祭」にメインゲストとして招聘され、上海〜無錫で初の中国公演。
- 2007年、シングル「愛の輪舞曲」発売。ミュージカル「レ・ミゼラブル」20周年記念公演にマリウス役で出演。
- 2008年、ベストアルバム「DREAM COWBOY」発売。同タイトルのコンサートを開催。同タイトルライブDVD発売。ミュージカル「ミス・サイゴン」再演にトゥイ役で出演。東京會舘にてディナーショー開催。
- 2009年、ミュージカル「ミス・サイゴン」トゥイ役、「ダンス・オブ・ヴァンパイア」アルフレート役、「レ・ミゼラブル」マリウス役の再演。初の朗読劇「苦情の手紙」出演。
- 2010年、ロックミュージカル「King of the Blue」主演。朗読劇「私の頭の中の消しゴム」出演。ソロプロジェクト10周年記念のコンサートツアー「Anniversary」開催。同タイトルのライブDVD、10周年記念シングル「シアワセはありますか/いまさらアイ・ラブ・ユー」発売。TBSテレビドラマ「ハンチョウ〜神南署安積班〜 シリーズ3 File.12 「伝説の85歳老詐欺師」」出演。
- 2011年、主演ミュージカル「陰陽師 〜Light and Shadow〜」を新国立劇場にて公演。コンサート「Thank☆You」開催。同タイトルのライブDVD発売。帝国劇場100周年記念ミュージカル「ニューヨークに行きたい!!」にフレッド役で出演。シングル「ナミダ/裸の月」リリース。秋コンサート「泉見洋平LIVE〜TRUTH〜」開催。冬コンサートツアー「泉見洋平Christmas Live2011〜Happy Again〜」を東京・大阪で開催。
- 2012年、ディナーショー「泉見洋平DINNER LIVE2012〜My Favorite Songs〜」開催。各界のスペシャリストをゲストに招き繰り広げられるトークサロン「泉見洋平のステージドア」スタート。毎回異なるテーマで指導する特別講座「泉見洋平と歌おう」スタート。「ミス・サイゴン」新演出ヴァージョンにトゥイ役で出演。青山劇場を始め全国13箇所で上演。主演とプロデュースを務め、自身のオリジナル楽曲で構成の舞台「音楽劇〜シアワセはありますか〜」を上演。シングル「うつつの夢」リリース。コンサートツアー「泉見洋平LIVE2012〜Adventure〜」を東京・徳島で開催。徳島公演は13歳の時に上京した日と同日の11月23日に開催し凱旋公演を行った。
- 2013年、前年より開催されていた「ミス・サイゴン全国ツアー2012-2013」岩手県民会館にて2004年の初登坂からトゥイ役300回を迎える。※301回にてツアー千穐楽。ライブ「泉見洋平LIVE2013-不惑をぶっとばせ！-」開催。前年秋に東京公演にて旗揚げした自身初プロデュースによる主演ミュージカル「音楽劇〜シアワセはありますか〜」を故郷・徳島あわぎんホール(徳島県立郷土文化会館大ホール)にて公演。東京汐留・BLUE MOODにて年末開催の「華麗なるミュージカル・クリスマスコンサート2013」製作発表。14年振りに「RENT」から自身の演じたベニー役のナンバー「You'll See」を歌唱披露した。日比谷・シアタークリエにてミュージカル「SONG WRITERS」にジミー・グラハム役で出演。東京公演の他に愛知芸術劇場、大阪・森ノ宮ピロティホールで公演。全労済ホールスペース・ゼロにて夏目漱石原作の「Reading Live Theater『こゝろ』」出演。新国立劇場にて「華麗なるミュージカル クリスマスコンサート2013」に出演。
- 2014年、日本翻訳公演初演となるオフ・ブロードウェイミュージカル「グロリアス・ワンズ」にフランチェスコ役で出演。東日本大震災チャリティーコンサート「Wish」に出演。3月15日「Yohei Izumi Birthday Live 2014」開催。7月〜10月、帝国劇場、新潟県民会館、愛知芸術劇場、大阪フェスティバルホール、博多座、よこすか芸術劇場にてミュージカル「ミス・サイゴン」にトゥイ役で出演。2004年から10年連続登板のトゥイ役が、10月5日、横須賀公演大千穐楽にて登板数合計355回を迎えた。11月、KAAT神奈川芸術劇場ホール、大阪・梅田芸術劇場シアタードラマシティにて、ロックミュージカル「SONG OF SOULS-慶長幻魔戦記-」に主演。11/19TX系「THEカラオケ★バトル歌の異種格闘技戦2時間スペシャル」出演。12/20「泉見洋平トークライブvol.3」開催。
- 2015年、1/9〜13品川・六行会ホールにてロックミュージカル「CHRIST-クライスト-」出演。2/27〜3/4日比谷・シアタークリエにてミュージカルコンサート「クリエ ミュージカル コレクションII」に出演。3/14「泉見洋平トークライブvol.4」開催。3/15ソロライブ「泉見洋平BIRTHDAY LIVE 2015-感謝祭-」開催。7/20〜8/9シアタークリエ、8/15〜16京都劇場にて東宝ミュージカル「ソング・ライターズ」にジミー・グラハム役で出演。8/28「泉見洋平LIVE2015-熱情歌-」開催。10/28〜11/2東京芸術劇場にてミュージカル「薔薇色のFrontier」にバトラー役で出演。11/20〜22三越劇場にてミュージカルライブ「KAKAI-歌会-」出演。12/25「泉見洋平X'mas LIVE 2015-熱情歌2-」開催。
- 2016年、2/18テレビ朝日系「BREAK OUT」出演、3/17〜21Zeppブルーシアター六本木にてミュージカル「さよならソルシエ」にジャン・ジェローム役で出演、初の老け役に挑戦し高い評価を受ける。5/22〜6/20帝国劇場、7/2〜3大阪・梅田芸術劇場、7/8〜10名古屋・愛知県芸術劇場、7/14〜15岩手県民会館、7/23〜24札幌・ニトリ文化ホール、8/5〜6仙台・東京エレクトロンホール宮城にて東宝ミュージカル「天使にラブ・ソングを〜シスター・アクト〜』にTJ役で出演。

## 出演

### 舞台
- 紅・弁天部隊上海へ行く（1993年9月、シアターVアカサカ）
- リトル・ダーリン（1998年7月、博品館劇場）
- やさしさをわすれたブルース（1998年11月、ON AIR EAST）
- RENT（1999年9月、東京芸術劇場 ほか） - ベニー 役
- DECADANCE 2001 赤い天使（2001年9月、天王洲アートスフィア / シアター・ドラマシティ）
- GODSPELL（2002年4月、ル・テアトル銀座）
- SNOOPY!!! The Musical（2002年8月 - 9月） - チャーリー・ブラウン 役
- レ・ミゼラブル（2003年7月 - 8月） - クールフェラック 役
- レ・ミゼラブル（2003年9月・2004年・2005年・2006年・2007年・2009年） - マリウス 役
- ジャック・ブレルは今日もパリに生きて歌っている（2004年3月、青山劇場）
- ミス・サイゴン（2004年8月 - 11月・2008年7月 - 10月、帝国劇場 / 2009年1月 - 3月、博多座 / 2012年7月 - 2013年1月、青山劇場・梅田芸術劇場 ほか全13箇所全国公演 / 2014年7月 - 8月、帝国劇場 / 2014年8月、新潟県民会館 / 2014年9月 - 10月、愛知県芸術劇場・大阪フェスティバルホール・博多座・横須賀芸術劇場） - トゥイ 役
- SHIROH（2004年12月 - 2005年1月、帝国劇場 / 梅田コマ劇場） - ゼンザ 役
- 赤毛のアン（2005年8月） - ギルバート役
- CLUB SEVEN 3rd stage（2005年10月 - 11月、品川プリンスホテル）
- ワールド・ゴーズ・ラウンド（2006年2月、東京芸術劇場 ほか）
- ダンス・オブ・ヴァンパイア（2006年7月 - 8月・2009年、帝国劇場 ほか） - アルフレート 役
- 隣人（2007年2月、リーガロイヤルホテル東京）
- SEMPO -日本のシンドラー 杉原千畝物語-（2008年4月 - 5月、新国立劇場中劇場 ほか） - ニシュリ 役
- 苦情の手紙（2009年5月、博品館劇場）
- KING of the BLUE（2010年1月、ル・テアトル銀座） - 主演:白虎 役
- 私の頭の中の消しゴム（2010年5月 - 6月、ル・テアトル銀座） - 浩介 役
- 陰陽師〜Light and Shadow〜（2011年4月、新国立劇場） - 主演:安倍泰親(水無月) 役
- ニューヨークに行きたい！（2011年10月 - 11月、帝国劇場 / 梅田芸術劇場） - フレッド 役
- 音楽劇〜シアワセはありますか〜（2012年10月、Mt.RAINIER HALL SHIBUYA PLEASURE PLEASURE / 2013年5月、あわぎんホール） - 主演、プロデュース
- SONG WRITERS（2013年10月 - 11月、シアタークリエ・愛知県芸術劇場 大ホール・森ノ宮ピロティホール / 2015年7月 - 8月、シアタークリエ・京都劇場） - ジミー・グラハム 役 / エリオット・グラハム 役
- こゝろ（2013年12月、全労済ホール スペース・ゼロ） - 先生 役
- 華麗なるミュージカル クリスマスコンサート2013（2013年12月、新国立劇場）
- グロリアス・ワンズ（2014年1月、あうるすぽっと） - フランチェスコ 役
- ドリーム アゲイン（2014年4月、きゅりあん大ホール）
- SONG OF SOULS-慶長幻魔戦記-（2014年11月、KAAT神奈川芸術劇場 / 梅田芸術劇場シアタードラマシティ） - 主演:竹千代 役
- CHRIST〜クライスト〜（2015年1月、六行会ホール）
- クリエ ミュージカル コレクションII（2015年2月 - 3月）
- さよならソルシエ（2016年3月、Zeppブルーシアター六本木） - ジャン・ジェローム 役
- 天使にラブ・ソングを〜シスター・アクト〜（2016年5月 - 8月、帝国劇場・梅田芸術劇場メインホール・愛知県芸術劇場・岩手県民会館・札幌:ニトリ文化ホール・仙台:東京エレクトロンホール宮城 / 2017年1月 - 2月、博多座・静岡:アクトシティ浜松・長野:まつもと市民芸術館） - TJ 役
- ヴィンセント・ヴァン・ゴッホ（2016年9月、紀伊國屋サザンシアター） - ヴィンセント・ヴァン・ゴッホ 役[2]
- 扉の向こう側（2016年11月、兵庫県芸術文化センター / 東京芸術劇場プレイハウス / 愛知:青少年文化センターアートピアホール） - ハロルド 役[3]
- ABC座2020 オレたち応援屋!! On Stage（2020年10月、日本青年館ホール）[4]
- ロックミュージカル『MARS RED』（2021年6月24日 - 7月1日、天王洲 銀河劇場） - 平沼 役
- 『シュレック・ザ・ミュージカル』トライアウト公演 （2022年8月15日 - 28日、東京建物 Brillia HALL）- ファークアード卿 役[5]
- ミュージカル『ジェイミー』（2025年7月、東京建物 Brillia HALL / 8月、大阪新歌舞伎座 / 8月、愛知県芸術劇場 大ホール） - ライカ・バージン 役[6]

### TV
- 強引にUP！（1991年3月、関西テレビ） - 浅木光彦 役
- 母・性・愛 -MAMA-（1991年12月、関西テレビ） - 彩虎 役
- 世にも奇妙な物語「城」 （1992年8月13日、フジテレビ）
- ハンチョウ〜神南署安積班〜 シリーズ3 File.12 「伝説の85歳老詐欺師」 （2010年9月20日、TBSテレビ）- 武井亮 役
- 土曜ワイド劇場「拘置所の女医」（2011年3月5日、テレビ朝日）

### 映画
- ストロベリータイムス4〜如月三姉妹の逆襲〜（1990年12月、バンダイビジュアル） - フリオ 役
- 新・うれしはずかし物語2〜週末のシンデレラ〜（1991年12月、日活） - 浩 役

## 音楽活動

### シングルCD
- ONE MORE CHANCE（2000年9月15日発売）
- DREAM☆WAY〜歩いて行こう〜（2001年6月17日発売）
- 一十百千森の子マンボ/森の子になろう（2001年10月7日発売）
- EVEN（2002年1月1日発売）
- ジェラシー（2002年10月16日発売）
- あした（2003年10月22日発売）
- Rencontre（2004年5月4日発売）
- Be Myself Be Yourself（2004年7月31日発売）
- 愛が止まらないように（2004年8月11日発売）
- The Super Star（2004年9月23日発売）
- IKIZAMA（2005年3月16日発売）
- 愛の輪舞曲(ロンド)（2007年4月25日発売）
- シアワセはありますか/いまさらアイ・ラブ・ユー（2010年8月6日発売）
- ナミダ/裸の月（2011年12月9日発売）
- うつつの夢（2012年10月12日発売）※音楽劇「シアワセはありますか」劇中歌

### 配信シングル
- カーニバル（2009年11月18日配信）
- 深紅-くれない-（2009年11月18日配信）
- Swallow（2009年11月18日配信）
- あれから…（アコースティックヴァージョン）（2009年11月18日配信）
- いとしいひと（2009年11月18日配信）

### アルバムCD
- GRAVITATION II（1997年9月20日発売）
- Voice（2002年5月17日発売）
- KISS（2005年7月3日発売）※ファンクラブ会員限定発売
- Beginning（2006年4月19日発売）
- DREAM COWBOY（2008年2月13日発売）

### サウンドトラックCD
- ミュージカル「レ・ミゼラブル〔2003年帝劇公演ライヴ盤/石井一孝ジャンヴァルジャンヴァージョン〕」（2004年10月発売）
- SHINKANSEN☆RX「SHIROH〔ハイライトライヴ録音盤〕」（2005年2月発売）
- ミュージカル「ダンス・オブ・ヴァンパイア〔ハイライトライヴ録音盤〕」 （2006年11月26日発売）

### DVD/VIDEO
- 泉見洋平LIVE TOUR 2000〜ONE MORE CHANCE〜（2001年1月21日発売）※VHSのみ
- 泉見洋平LIVE2001〜DREAM☆WAY〜（2001年9月1日発売）※VHSのみ
- 泉見洋平LIVE TOUR 2002〜Voice〜（2002年8月1日発売）※VHSのみ
- 泉見洋平LIVE TOUR 2003〜Jealousy〜（2003年6月1日発売）
- 泉見洋平LIVE2005〜愛が止まらないように〜（2005年5月1日発売）
- 「SHINKANSEN☆RX〜SHIROH〜（2005年5月発売）
- 泉見洋平CONCERT TOUR 2006〜Beginning〜（2006年8月11日発売）
- 泉見洋平LIVE TOUR 2006〜Love Songs 2006〜（2007年4月24日発売）
- 泉見洋平LIVE2007〜Carnival〜（2007年9月25日発売）
- 泉見洋平LIVE TOUR 2008〜DREAM COWBOY〜（2008年9月15日発売）
- ロックミュージカル〜KING OF THE BLUE〜（2010年4月26日発売）
- 泉見洋平LIVE TOUR 2009-2010〜Anniversary〜（2010年9月3日発売）
- ロックミュージカル〜陰陽師　Light and Shadow〜（2011年8月1日発売）
- 泉見洋平コンサート2011〜Thank☆You〜（2011年10月7日発売）